# Déperlance
La déperlance est la propriété, pour un tissu ou un papier, d'être imperméable jusqu'à un certain point. Il s'agit d'un traitement, et non d'une qualité intrinsèque au tissu ou au tissage. Par conséquent, d'une part, cette propriété est limitée dans la durée de vie du vêtement, et d'autre part un tissu déperlant n'est plus imperméable lorsqu'il est au contact de trop d'eau.
La déperlance étant due à un traitement superficiel, l'eau reste entièrement à la surface du tissu ou du papier (la goutte d'eau « glisse » dessus). Inversement, certains tissus réellement imperméables absorbent une certaine quantité d'eau mais sans la laisser pénétrer à l'intérieur du vêtement.
L'intérêt du traitement déperlant est qu'aucune goutte d'eau ne pénètre ni n'est absorbée. Les tissus qui doivent être très fins tirent avantage d'un tel traitement.
L'inconvénient du traitement déperlant est que ce n'est qu'un traitement, son efficacité est limitée dans le temps et par la quantité d'eau.